# Palinomorfos neógenos de la Cuenca de Solimões
Palinomorfos neógenos de la Cuenca de Solimões son estudiados en "da Silva-Caminha et al., 2010".  Los trópicos de América del Sur tienen la mayor diversidad de plantas en el mundo, sin embargo, los orígenes y procesos que conducen a esta alta diversidad siguen siendo difíciles de conocer. El registro fósil y sedimentario neógeno de la Amazonia da pistas importantes para comprender la evolución de la selva amazónica. Se muestra una lista del registro de polen y esporas de dos núcleos de perforación de la formación Solimões del neógeno tomadas en el noroeste de Brasil, al este del Arco de Iquitos en el que se estudiaron 41 muestras palinológicas.

## Palinomorfo
Los palinomorfos se definen como microfósiles con paredes orgánicas con tamaños entre 5 y 500 micrómetros. Se extraen de las rocas sedimentarias y de los núcleos de sedimentos tanto física como químicamente. Los palinomorfos pueden estar compuestos de material orgánico tal como quitina, pseudoquitina y esporopolenina.

## Cuenca de Solimões
La cuenca de Solimões cubre un área de 600,000 km² en el norte de Brasil. Está limitada al oeste por el Arco de Iquitos, que separa la Cuenca de Solimões de la Cuenca del Acre; al este por el Arco del Purús, que lo separa de la Cuenca del Amazonas; y al norte y sur por las rocas precámbricas y paleozoicas del escudo de Guayana y el escudo brasileño, respectivamente.

## Formación Solimões
El término Solimões fue propuesto por primera vez por Moraes-Rego (1930) y validado por Caputo et al. (1971). Hacia el este, la base de la Formación Solimões se superpone a la Formación Alter do Chão del Cretácico. El límite está claramente marcado por una reducción de la señal de rayos gamma, que indica un cambio de arcilla a arenas. Hacia el oeste (frontera con Perú), la Formación Solimões se superpone a la Formación Ramón del Oligoceno.
La formación Solimões tiene un grosor de hasta 1800 m y sus sedimentos se caracterizan por arcillas de color gris a gris-verdoso, separadas por bancos de arena y capas que contienen lignito y yeso. También hay numerosas capas con invertebrados (especialmente moluscos) y restos de hojas.

## Esporas
- Camarozonosporites crassus, sp.
- Cingulatisporites laevigatus, sp.
- Cingulatisporites rugulatus, sp.
- Echinatisporis circularis, sp.
- Hydrosporis minor, sp.
- Polypodiaceoisporites amazonensis, sp.
- Polypodiisporites scabraproximatus sp.
- Polypodiisporites planus, sp.
- Pteridaceoisporis gemmatus, sp.
- Retitriletes altimuratus, sp.

## Polen
- Arecipites perfectus, sp.
- Arecipites polaris, sp.
- Bombacacidites fossulatus, sp.
- Bombacacidites simpliciriloensis, sp.
- Byttneripollis ruedae, sp.
- Cistacearumpollenites rotundiporus, sp.
- Corsinipollenites collaris, sp.
- Corsinipollenites scabratus, sp.
- Crotonoidaepollenites reticulatus, sp.
- Crototricolpites finitus, sp.
- Ctenolophonidites suigeneris, sp.
- Dicolpopollis obtusipolus, sp.
- Echiperiporites intectatus, sp.
- Echiperiporites jutaiensis, sp.
- Echiperiporites lophatus, sp.
- Foveotricolporites lenticuloides, sp.
- Foveotricolporites pseudodubiosus, sp.
- Glencopollis curvimuratus, sp.
- Gomphrenipollis minimus, sp.
- Heterocolpites brevicolpatus, sp.
- Horniella megaporata, sp.
- Horniella morenoi, sp.
- Ilexpollenites tropicalis, sp.
- Ladakhipollenites floratus, sp.
- Ladakhipollenites rectangularis, sp.
- Lakiapollis costatus, sp.
- Loranthacites digitatus, sp.
- Margocolporites fastigiatus, sp.
- Multiporopollenites crassinexinatus, sp.
- Parsonsidites brenacii, sp.
- Retistephanocolpites circularis, sp.
- Retitrescolpites traversei, sp.
- Retitriporites rotundus, sp.
- Rhoipites gigantiporus, sp.
- Rubipollis mulleri, sp.
- Scabratricolpites elongatus, sp.
- Siltaria dilcheri sp.
- Siltaria hammenii, sp.
- Siltaria tectata, sp.
- Striasyncolpites anastomosatus, sp.
- Striatricolporites poloreticulatus, sp.
- Tricolpites pseudoclarensis, sp.
- Zonocostites equatorialis, sp.